# Rhaphithamnus spinosus
Rhaphithamnus spinosus là một loài thực vật có hoa trong họ Cỏ roi ngựa. Loài này được (Juss.) Moldenke miêu tả khoa học đầu tiên năm 1937.